# ポートワイン母斑
ポートワイン母斑（ポートワインぼはん、英: Port-wine stain）は、火焔状母斑（かえんじょうぼはん、英: nevus flammeus）または単純性血管腫（英: Hemangioma simplex）とも呼ばれる、皮膚に暗赤色または紫色の斑点として現れる母斑である。最もよくみられるのは顔面の片側や首であるが、体のどの部分にも発生する。一般的に境界は明確で、時間が経つにつれて色が濃くなり、厚くなることがある。合併症には、緑内障があげられる。
これらは、妊娠初期の遺伝子の変異によって発生し、通常は両親から受け継がれるものではない。これらは、スタージ・ウェーバー症候群やクリッペル・トレノネー・ウェーバー症候群などの病状の一部として発生する可能性がある。根本的な機序は、毛細血管形態異常の形成に関係している。診断は一般的に外見に基づき、不明瞭な場合には皮膚生検によって裏付けられる。
ポートワイン母斑は、レーザー治療により改善される可能性がある。治療は幼少期におこなうと最も効果的である。この疾患は主に外見への影響により懸念される。これらは通常、生涯にわたって持続し、罹患した皮膚の面積は体の成長に比例して拡大する。
ポートワイン母斑は、新生児1,000人中約3人に罹患する。母斑の見た目によって個人の自信に悪影響をおよぼしたり、経済的に悪影響をおよぼす可能性がある。母斑の色が強化赤ワインの一種であるポートワインに似ていることからこの名がつけられた。中世では超自然的な原因と関連づけられていた。注目すべき事例としては、1990年代のミハイル・ゴルバチョフの事例があげられる。